# Радьков Артем Олександрович

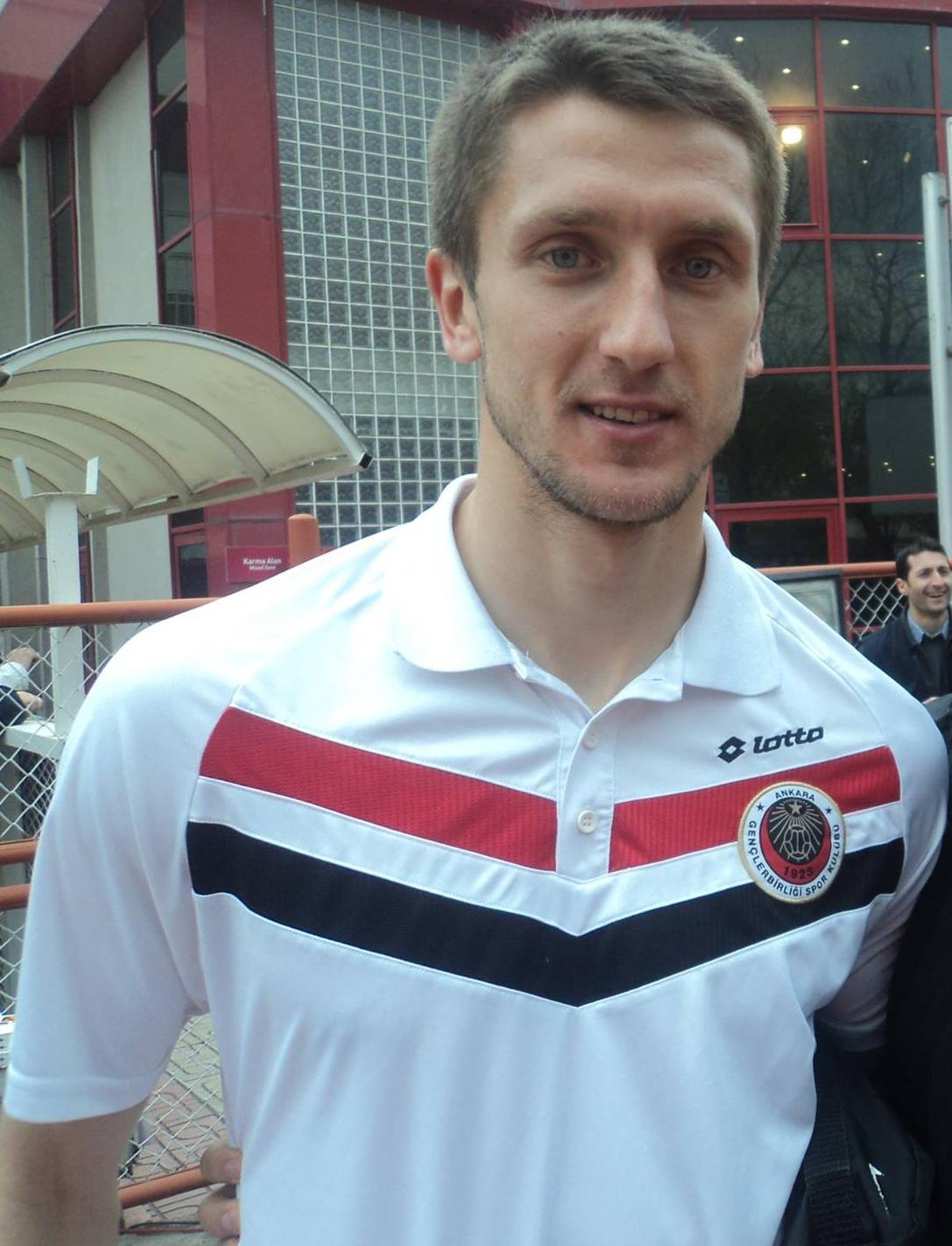
Артем Радьков

Арте́м Олекса́ндрович Радько́в (біл. Арцём Алякса́ндравіч Радзько́ў, 
рос. Артём Алекса́ндрович Радько́в, нар. 26 серпня 1985, Могильов) — білоруський футболіст, захисник. З 2021 року — головний тренер білоруського клубу «Іслоч».

## Титули і досягнення
- Чемпіон Білорусі (7):

БАТЕ: 2006, 2007, 2009, 2010, 2011, 2012, 2013
- Володар Кубка Білорусі (1):

БАТЕ: 2005-06, 2009-10
- Володар Суперкубка Білорусі (3):

БАТЕ: 2010, 2011, 2013